# Pynnölänsaari (ö i Mellersta Finland)
Pynnölänsaari är en ö i Finland. Den ligger i sjön Valkealampi och i kommunen Joutsa i den ekonomiska regionen  Joutsa ekonomiska region  och landskapet Mellersta Finland, i den södra delen av landet, 180 km norr om huvudstaden Helsingfors. Öns area är 0,6 hektar och dess största längd är 160 meter i nord-sydlig riktning.